# Immanuel Kant
Immanuel Kant (Königsberg, 22 aprile 1724 – Königsberg, 12 febbraio 1804) è stato un filosofo tedesco.
Considerato uno dei filosofi più importanti del pensiero occidentale, fu il più significativo esponente dell'Illuminismo tedesco, anticipatore degli elementi basilari della filosofia idealistica e di gran parte di quella successiva. Kant concepì la propria filosofia come una rivoluzione filosofica (o "rivoluzione copernicana"), volta a superare il dogmatismo metafisico, che per Kant caratterizzava il pensiero precedente, e ad assumere i caratteri di una ricerca critica sulle condizioni del conoscere.
Benché molti elementi propri dell'idealismo trascendentale kantiano siano stati nel tempo oggetto di notevoli critiche, soprattutto di natura logica (Brentano, Boole, Frege, Russell, Wittgenstein, Kripke) e nonostante uno dei pilastri della sua filosofia critica, vale a dire l'idealismo dei concetti di spazio e tempo, sia stato rigettato in toto da molti esponenti della fisica contemporanea (Einstein e i suoi allievi), Kant rimane un pensatore fondamentale per la comprensione della filosofia moderna, di cui è considerato dai critici una delle figure fondanti; è stato altresì evidenziato l'importante rapporto tra la filosofia kantiana e il Romanticismo.

## Biografia

### Le fonti: l'epistolario e i primi biografi
(Otfried Höffe)
La maggior parte della sua biografia è conosciuta grazie a un epistolario, ovvero un resoconto asciutto dei rapporti con gli studenti, i colleghi, gli amici e i parenti, ricco di interessanti dettagli sui rapporti intercorsi con alcune importanti personalità del secolo e sulle prime reazioni ottenute dal pensiero kantiano. Importanti sono anche le prime biografie a lui dedicate, quali quelle di Ludwig Ernst Borowski del 1804 e di Friedrich Theodor Rink e a opera di persone che ebbero modo di conoscerlo e di frequentarlo anche in qualità di collaboratori. L'edizione italiana dell'epistolario di Kant non contiene lettere precedenti il 1761, mentre le biografie menzionate lo ritraggono soprattutto a partire dalle esperienze che gli autori ebbero di Kant quando egli era sul finire della vita, per cui questo repertorio biografico rischia di produrre un ritratto sbilanciato verso la rigidità tipica dell'età senile, quando invece in generale Kant fu personaggio "socievole e, nel suo stile di vita, addirittura galante".

### Le origini e l'infanzia
Kant nacque nel 1724 nella periferia di Königsberg, allora capitale della Prussia Orientale e oggi, con il nome di Kaliningrad, capoluogo dell'omonima oblast, exclave russa tra Polonia e Lituania. Era quarto di nove figli, dei quali solo cinque raggiunsero l'età adulta.
Nello stesso anno in cui nacque Kant, la città venne unificata a partire dai conglomerati di Altstadt, Löbenicht e Kneiphof. A Königsberg si affacciavano numerosi commercianti inglesi, che scambiavano articoli russi (cereali e bestiame) con vino e spezie. Aveva una statura di un metro e cinquanta, tanto che sua madre lo aveva soprannominato Manelchen ("ometto"), e condusse una vita casta.
Kant riteneva che il nonno paterno fosse un immigrato scozzese, supposizione che non è possibile confermare: il bisnonno Richard era natio della Curlandia, anche se due delle sue figlie erano effettivamente sposate con scozzesi. Il padre di Immanuel, Johann Georg Kant (1682-1746), era un sellaio originario di Memel, al tempo la città prussiana più settentrionale (oggi Klaipėda, in Lituania); la madre, Anna Regina Reuter (1697-1737), proveniente da una famiglia originaria di Norimberga e Tubinga, era una seguace del pietismo. Kant condivise dunque con molti illuministi tedeschi origini povere.

### Al Collegium Fridericianum e all'università

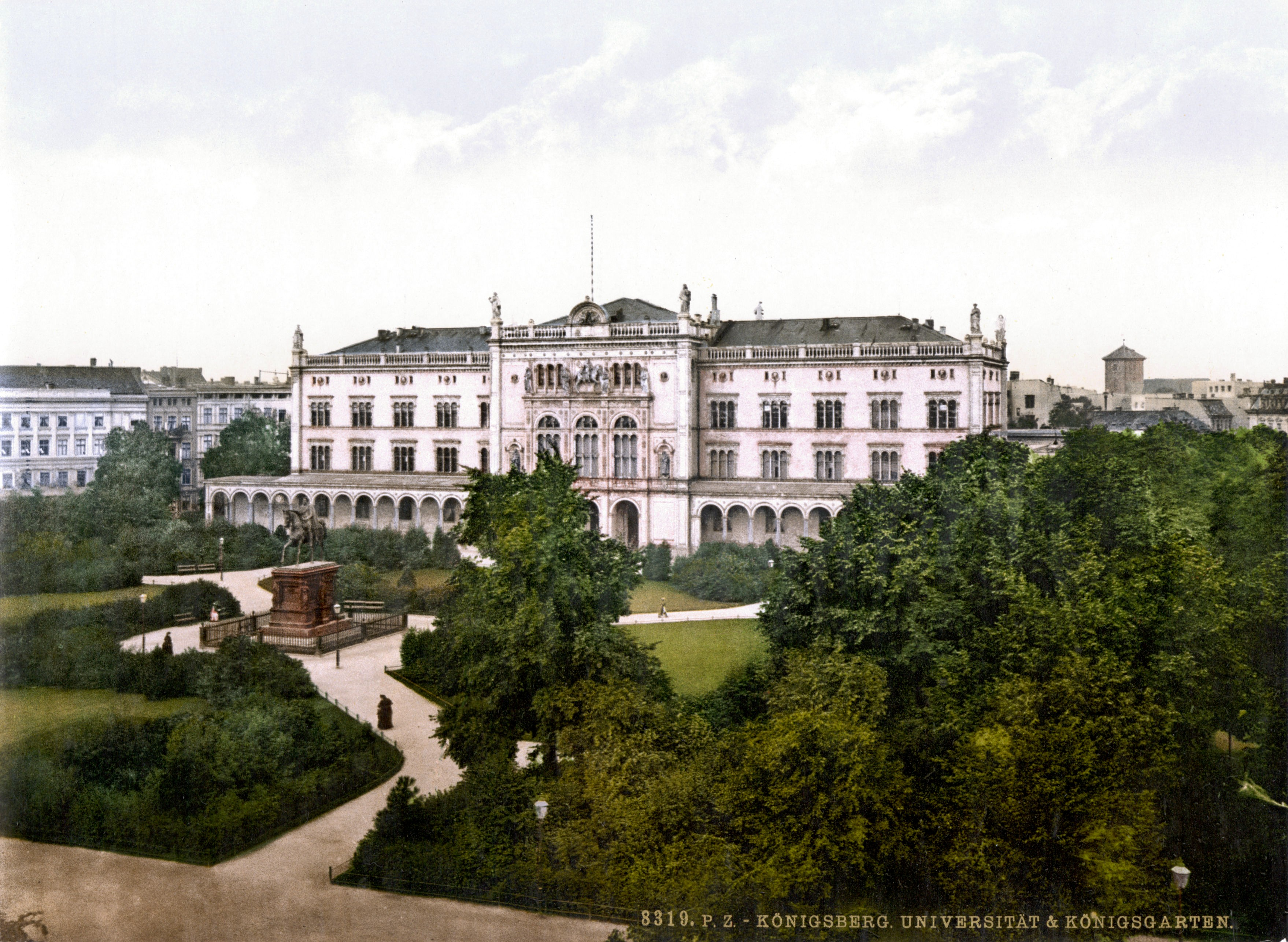
L'Università Albertina di Königsberg, dove insegnò Kant

L'educazione religiosa impartitagli dalla madre continuò anche al Collegium Fridericianum, che Kant frequentò dalla Pasqua del 1732 all'8 maggio 1740 e il cui direttore era da poco diventato Franz Albert Schultz (1692-1763). Costui era allievo di Christian Wolff e importante esponente del pietismo, nonché professore di teologia: soccorse finanziariamente, così come fecero altri amici di Kant, gli studi dell'indigente ragazzo.
Al Collegio, indicato dalla gente di Königsberg come un "rifugio di Pietisti", aveva larghissimo spazio un rigoroso catechismo: Kant vi studiò molto il latino, l'ebraico (dall'Antico Testamento), poco il greco antico (limitato al Nuovo Testamento) e quasi per nulla le materie scientifiche. Kant ricorderà il Fridericianum come una "schiavitù giovanile", e anche avanti negli anni vi penserà con "paura e angoscia". In particolare per l'educazione religiosa, ricevuta nel Collegium così come per quella impartitagli nell'ambito familiare, Kant, ormai in tarda età, così commentava:
Il 23 dicembre 1737 muore la madre: Kant è tredicenne. Il 24 settembre 1740, Kant, secondo miglior allievo della classe, si immatricolò all'Università di Königsberg, la cosiddetta Albertina, per intraprendere studi filosofici, di teologia, di letteratura latina e di matematica, completati nel semestre estivo 1746, dove fu allievo di Martin Knutzen (1713-1751), docente di logica e metafisica. L'interesse per Newton, scomparso nel 1727, ma anche per le scienze in generale, si manifestò proprio in questo periodo, probabilmente anche grazie al maestro Knutzen.
Kant ebbe contatti con studenti, colleghi, amici e commensali -tutti di sesso maschile, essendo le donne all'epoca escluse dall'università- che frequentavano la loggia massonica locale la quale aveva un orientamento non kantiano.
Kant si confrontò fin da subito con la fisica di Newton e con le obiezioni mosse da Leibniz nei riguardi dell'impianto newtoniano. Infatti, ancor più che dall'illuminismo wolffiano, Kant si sentì attratto dalla fisica newtoniana. Già nel 1747 egli pubblicò uno scritto sul problema allora assai dibattuto delle forze vive, tentando la conciliazione fra il punto di vista cartesiano e quello leibniziano. Nel 1755 pubblicò Storia universale della natura e teoria del cielo (Allgemeine Naturgeschichte und Theorie des Himmels); nonostante tale titolo, Kant si distacca da Newton su un punto fondamentale, in quanto sostiene che l'universo è spiegabile con il semplice ricorso alle leggi della natura, senza fare appello al divino architetto, come fa appunto Newton.
Nel 1746 morì il padre; Kant lasciò l'Albertina molto probabilmente all'inizio dell'estate del 1748, procurandosi da vivere come precettore presso la casa del pastore protestante Daniel Andresch, nella cittadina di Judtschen (odierna Veselovka), poi presso il maggiore von Hülsen all'incirca fino al 1753, infine presso il conte Keyserling.
È del 1746, pubblicato però solo nel 1749, il primo scritto sulle forze vive, dal titolo Pensieri sulla vera valutazione delle forze vive e critica delle dimostrazioni delle quali il Signor Leibniz e altri studiosi di Meccanica si sono avvalsi in questa controversia, insieme ad alcune considerazioni preliminari riguardanti la forza dei corpi in generale. In esso è affrontata la celebre querelle delle forze vive, occasionata a sua volta da Leibniz nel 1686 sul tema cartesiano della conservazione della quantità di moto (rhopé, momentum), tema, questo, di chiara matrice aristotelica (vedi le Questioni meccaniche) e ripreso da Galileo Galilei nelle sue Mecaniche (1593 ca.), tradotte a loro volta in francese da Marin Mersenne nel 1634 e analizzate quindi da Descartes – su invito dello stesso Mersenne e di Constatin Huygens – nel 1637 e nel 1638.
È questo il primo momento sintetico della speculazione kantiana, in cui è affrontato il duplice tema della natura e della misura della forza, e della sua conservazione nelle variazioni fisiche dell'Universo. La riflessione ivi condotta analizza quelle tematiche esposte in numerosi scritti successivi di natura scientifica, quali per esempio la natura dello spazio e del tempo; il rapporto tra forza, sostanza e la conseguente costituzione dello spazio; la costituzione della materia; il rapporto foronomico e dinamico tra spazio, tempo, materia, velocità e forza; la possibilità dell'esistenza simultanea di più mondi e la natura dell'Universo; l'introduzione del concetto di quantità negative in fisica; e questioni di natura epistemologica, come il problema della fondazione della meccanica e il suo rapporto con la dinamica, o ancora la questione epistemologica "classica" circa il rapporto tra osservazione empirica discreta e deduzione della legge nel continuum.
Oltre ad anticipare numerosi temi che saranno affrontati analiticamente in opere successive, tale opera dimostra già inequivocabilmente l'indirizzo programmatico della ricerca scientifica di Kant, volta, fin dal suo primo scritto, al perseguimento di una descrizione 'sistematica' dell'Universo, antecedentemente determinata (a priori), secondo l'indirizzo programmatico della scienza 'classica', vale a dire in assoluta conformità rispetto alla legge di causalità (nel continuum) e al principio di ragion sufficiente, secondo cui: posita ratione ponitur rationatum.

### La maturità

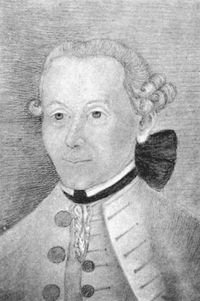
Ritratto di Kant eseguito da Charlotte Amalia Keyserling nel 1755

Nel 1755 con la tesi di laurea Principiorum Primorum cognitionis metaphysicae nova delucidatio ottenne la licenza di magister, mansione che esercitò per quindici anni. Non aveva però ancora uno stipendio fisso, in quanto pagato direttamente dagli studenti, e ciò lo obbligava a lavorare molto; preparava meticolosamente le lezioni, dimostrandosi un buon insegnante, piacevole da ascoltare.
L'ipotesi cosmogonica della nebulosa solare primitiva, esposta nel 1755 nella Storia universale della natura e teoria del cielo (che egli desunse da Buffon e da altre fonti, in particolare dal materialismo antico di Democrito, Epicuro e Leucippo), ebbe molta fortuna e gli diede fama anche nel campo dell'astronomia. Essa fu enunciata proprio da Laplace che la rielaborò e la rilanciò nel 1796 nella Exposition du système du monde (Esposizione del sistema del mondo).
Un altro suo curioso contributo alla scienza fu costituito da una sua ipotesi circa, come diremmo oggi, una sorta di buco nero - singolarità, ante litteram, laddove Kant afferma: "Se l'attrazione agisce sola, tutte le parti della materia dovrebbero avvicinarsi sempre più, e diminuirebbe lo spazio che occupano le parti unite, di modo che si riunirebbero finalmente in un solo punto matematico".
Nel 1770 lavorò come vice-bibliotecario presso la Reale Biblioteca, stesso anno in cui pubblicò la Dissertazione (De mundi sensibilis atque intellegibilis forma et principiis), testo grazie al quale riuscì a ottenere la cattedra di metafisica e logica all'Università di Königsberg. Da questo anno iniziò a lavorare a quel progetto che si concluderà nel 1781 con la pubblicazione della Critica della Ragion pura. Nel 1771 scriveva al suo allievo Marcus Herz: «Sono attualmente occupato a comporre, con una certa cura e ampiezza di dettagli, un'opera dal titolo I limiti della sensibilità e della ragione». Kant quindi pensava di scrivere una sola grande opera, che avrebbe voluto intitolare Die Grenzen der Sinnlichkeit und der Vernunft (I limiti della sensibilità e della ragione), che poi invece dividerà nelle tre Critiche: la Critica della ragion pura, la Critica della ragion pratica e la Critica del giudizio. All'università Kant inizia a sviluppare un pensiero originale, come poi accadrà per gli idealisti Fichte, Schelling e Hegel. Kant continuò a insegnare sino al 1796 (l'ultima lezione, sulla logica, è del 23 luglio), compiendo con scrupolosità i suoi obblighi accademici anche quando, per debolezza senile, gli divennero estremamente gravosi.
Herder, che fu suo allievo negli anni 1762-67, ha lasciato questa immagine di lui:
La vita di Kant, priva di avvenimenti notevoli, fu dedicata interamente alle attività intellettuali, a cui fece da cornice uno stile di vita regolare e abitudinario. La sua giornata cominciava alle cinque, subito dedicata al lavoro, e continuava con la colazione, poi una passeggiata, il riposo alle dieci. Sviluppò una notevole competenza in geografia, pur non avendo mai lasciato la città natale, neanche dopo la chiamata dell'Università di Halle che gli offriva uno stipendio più alto, un maggior numero di studenti e di conseguenza anche maggior prestigio. Era convinto che Königsberg fosse il posto ideale per i suoi studi.
Il rigorismo della sua dottrina morale e suo celebre ritiro dalla vita mondana ha favorito il fiorire di leggende sulla sua condotta di vita: si dice che egli stesso si imponesse rigide regole per le quali tutte le sere andava a dormire alle dieci in punto, per alzarsi alle cinque meno cinque del mattino seguente, senza mai anticipare o ritardare l'ora. Altresì, si racconta che i suoi concittadini regolassero gli orologi basandosi sulla sua routine quotidiana. La costanza richiesta dagli studi unita al contenuto della sua etica si sono fuse nella celebre leggenda del suo abitudinario e regolare stile di vita.

### La censura
L'unico fatto che uscì davvero fuori dai canoni di una vita completamente dedicata allo studio fu lo screzio che ebbe con il governo prussiano a seguito della seconda edizione, pubblicata nel 1794, dell'opera La religione entro i limiti della semplice ragione, ma con l'incoronazione di Federico Guglielmo III la libertà di stampa venne ripristinata e Kant rivendicò la libertà di pensiero nel Conflitto delle facoltà, del 1798.

### La morte
Morì nel 1804, dopo essere stato colpito, a partire dal 1798, da un decadimento delle funzioni cognitive e altri disturbi che permettono di ipotizzare che fosse affetto da Alzheimer o comunque da un'altra malattia neurodegenerativa. Le sue ultime parole furono: "Es ist gut" ("Va bene").
È stato sepolto in un piccolo mausoleo, nell'angolo nord-est della cattedrale di Königsberg, odierna Kaliningrad. Sulla sua tomba vi è un epitaffio che recita l'explicit della Critica della ragion pratica:
(Epitaffio sulla tomba di Immanuel Kant dalla Critica della ragion pratica)

## Il pensiero

### Citazione sull'idea di Illuminismo
(Immanuel Kant da Risposta alla domanda: che cos'è l'Illuminismo?, 1784, Akademie-Ausgabe VIII, 35)

### La rivoluzione filosofica "copernicana"
Kant concepì la propria filosofia come una rivoluzione filosofica (o "rivoluzione copernicana"), volta a superare quella che per Kant era la precedente metafisica dogmatica, determinando le condizioni e i limiti delle capacità conoscitive dell'uomo nell'ambito teoretico, pratico ed estetico. Questi ambiti non sono scelti casualmente, ma sono per Kant corrispondenti alle tre principali questioni cui la filosofia deve provare a rispondere, ovvero "Che cosa posso sapere?; Che cosa devo fare?; Che cosa ho diritto di sperare?" Kant fu un cultore di diverse scienze, ma soprattutto della fisica. Egli conosceva assai bene questa scienza, alla luce della svolta impressa da Galileo Galilei e da Isaac Newton. Anche sull'origine dell'universo formulò un'ipotesi importante, nota come Nebulosa primitiva, che in seguito fu perfezionata da Laplace. A dispetto del carattere ampio e ben articolato della sua epistemologia, Kant privilegia la matematica pura e la fisica pura come le sole scienze fondate su giudizi sintetici a priori e in grado di fornire una conoscenza universale e necessaria. Da un punto di vista logico, infatti, ambedue si basano sulla deduzione, che sola può fornire alle proposizioni l'universalità e la necessità. Kant infatti pensa che l'induzione (come "inferenza del giudizio") pervenga soltanto a proposizioni generali, non universali: in ciò è ben presente in lui la lezione di Hume, un tratto che tuttavia distanzia l'approccio kantiano alla scienza da quello contemporaneo, che è di tipo probabilistico.

### Le scienze empiriche
Va inoltre notato che, sebbene Kant abbia riconosciuto il valore delle scienze empiriche (egli ammette una fisica empirica accanto alla fisica pura e una psicologia empirica per esempio), ovvero fondate sull'induzione, queste non possono a suo avviso pretendere di essere considerate alla pari delle scienze pure. Questo lo porta a escludere addirittura (nei Princìpi metafisici della scienza della natura), discipline come la chimica o la cosmologia dal dominio delle scienze naturali (metafisica della natura corporea nel lessico kantiano). Quasi assente dal panorama kantiano fu del resto anche uno studio sistematico della biologia, le cui proposizioni (fondate sul "principio di finalità della natura"), Kant riteneva generali e contingenti e quindi non suscettibili di trattamento scientifico. Nella "Critica del giudizio" (1790) Kant mostra di conoscere il lavoro del naturalista Linneo, che tuttavia critica come superficiale ed empirico.

### Il ruolo del giudizio
Anche in questo senso, dunque, Kant non può dirsi un anticipatore del pensiero scientifico contemporaneo. Nonostante ciò, alla luce della "Critica del giudizio" (ma anche e soprattutto della "Prima introduzione alla Critica del giudizio" ritrovata da Dilthey nel 1889), che non è solamente un trattato di estetica (come il Romanticismo aveva creduto), Kant con il "principio di finalità della natura" (proprio del giudizio riflettente) si distanzia notevolmente da una concezione meccanicistica della natura, comune a gran parte della filosofia dell'800. Anticipa infatti soluzioni che saranno proprie addirittura della epistemologia del tardo '900. In modo particolare, definito il giudizio come "la facoltà di sussumere il particolare sotto l'universale", Kant distingue il giudizio in determinante e riflettente. Se nella matematica pura e nella fisica pura il giudizio è determinante, in quanto l'universale è dato, nelle scienze empiriche (fisica empirica "in primis") fondate invece sul giudizio riflettente, l'universale è cercato e trovato, partendo da rappresentazioni empiriche.

### La logica
È da rilevare poi come in Kant il libero accordo tra immaginazione e intelletto sia alla base della scoperta scientifica, come "trovata" del giudizio riflettente. Gli studi più recenti del tardo Novecento, condotti da Silvestro Marcucci e da Antonio Schiavo (quest'ultimo allievo del filosofo teoretico Teodorico Moretti Costanzi) mettono in luce peraltro come il vero scienziato nel momento della scoperta scientifica (nella "trovata" del giudizio nel lessico kantiano), sia un genio artistico. Chiaramente in seguito, a differenza dell'artista, lo scienziato formalizzerà in linguaggio matematico la sua scoperta secondo l'insegnamento di Galilei, per il quale il "libro della natura è scritto in caratteri matematici", che Kant medesimo fece suo. Dal punto di vista strettamente logico Kant ci ha anche offerto una giustificazione trascendentale dell'induzione come inferenza del giudizio, che sempre alla fine del '900 ha ricevuto grande attenzione dall'epistemologia contemporanea. Kant, pur lavorando soprattutto con l'armamentario terminologico della tarda scolastica tedesca, ha introdotto nuovi importanti termini filosofici, che saranno alla base di tutta la "filosofia classica tedesca" successiva. Infine Kant non riconobbe le proposizioni "necessarie a posteriori" e quelle "contingenti a priori" ovvero fondate su una conoscenza oggettiva ma non formale del mondo, oppure universale ma non necessaria, di cui Kant escluse l'esistenza, peraltro precedentemente ammessa da Aristotele e Leibniz, e in seguito ribadita dal logico americano Saul Kripke nel 1970. Per tutte queste ragioni il rapporto di Kant con le scienze naturali del proprio tempo rimase sempre piuttosto controverso.

### La Critica della ragion pura e la metafisica
La Critica della ragion pura, pubblicata in prima edizione nel 1781, e in una seconda edizione (molto rielaborata in alcune parti) nel 1787, produsse un'importante critica della metafisica classica e razionalistica. Anche se Kant, con la sua critica, volle colpire soprattutto la metafisica razionalistica leibniziano-wollfiana (da lui definita dogmatica), ai filosofi neo-scolastici (in particolare ai filosofi neo-tomisti) parve colpire la metafisica di stampo aristotelico-tomistica. In particolare Kant forniva in realtà una contro-argomentazione delle famose Cinque Vie di san Tommaso d'Aquino: la ragione che pretende di parlare dell'incondizionato (Dio), cade in contraddizione. Tuttavia Kant muove le proprie argomentazioni in modo contrario all'avviso dell'intera tradizione tomistica: egli infatti sembra considerare la prova cosmologica e teologica come argomenti che si ridurrebbero alla prova ontologica, che è una prova "a priori"; quindi dimostra che esse non possono guidare a una conoscenza razionale di Dio.
In realtà le dimostrazioni tomistiche dell'esistenza di Dio non sono riducibili a nessuna prova a priori, ma sono prove a posteriori che possono mostrare l'esigenza di un principio assoluto, date alcune pre-condizioni nel contingente. In questo senso, come ha sottolineato Louise Burchill nell'Introduzione alla traduzione di Alain Badiou, Deleuze. The Clamour of Being, "L'imputazione di Kant alla metafisica classica è priva di significato o nulla".

### Interessi filosofici
Come si desume dalle prefazioni, Kant voleva fondare una critica, la cui funzione dichiarata avrebbe dovuto essere quella di gettare le fondamenta (come "propedeutica") di un nuovo edificio della metafisica (come "dottrina"). Questa metafisica (intesa da Kant come "conoscenza razionale per concetti") fu elaborata dal filosofo tedesco nelle due opere dottrinarie: La metafisica dei costumi (1797) e Primi principi metafisici della scienza della natura (1786). Questi ultimi, in particolare, furono ripresi e approfonditi nell'Opus postumum. In quest'opera rimasta incompiuta, Kant tenta il passaggio dalla metafisica della natura corporea alla fisica propriamente detta, cercando di andare oltre la prospettiva di Newton. Il risultato è un importante contributo speculativo di fisica 'teorica'. Nella prefazione alla seconda edizione della Critica della ragion pura, Kant prospetta la novità della propria opera, paragonando la sua rivoluzione filosofica alla rivoluzione nell'astronomia, compiuta da Copernico, Galilei, Keplero e Newton. Nella definizione del metodo del filosofare, introduce l'importante concetto del "trascendentale", a cui si atterrà, con notevoli ampliamenti e modifiche, anche nella Critica della ragion pratica e Critica del giudizio, come pure in altre opere posteriori. Come filosofo, Kant si interessò prevalentemente di gnoseologia, di etica, di estetica e di teologia: soprattutto nell'etica il suo contributo è fondamentale, in quanto pose le fondamenta dell'etica laica, che il dibattito del tardo '900 ha molto valorizzato. Kant si interessò anche di logica, antropologia, metafisica, geografia fisica, e di pedagogia; molti furono quindi i suoi interessi, che coltivò durante tutta la sua attività filosofica, come documenta l'edizione dei suoi scritti editi e postumi pubblicata a cura dell'Accademia delle Scienze di Berlino a partire dal 1901.

## La rivoluzione copernicana di Kant

### Contesto storico e filosofico
Ai tempi di Kant il dibattito filosofico era caratterizzato dal confronto tra empiristi e razionalisti, i primi diffusi soprattutto in Inghilterra (come per esempio Hobbes, Locke e Hume), i secondi soprattutto nell'Europa continentale (con Cartesio, Spinoza e Leibniz). Queste due correnti di pensiero sono definite da Kant sia cieche sia vuote, poiché erano ceduti i fondamenti basilari che tenevano eretta tutta la loro complessa struttura; da qui la citazione "le intuizioni senza concetto sono cieche, i concetti senza intuizioni sono vuoti". È dunque strettamente necessario analizzare prima queste due filosofie per capire dove si colloca Kant.

### I razionalisti
I razionalisti potevano vantarsi di avere come fondamento il razionalismo cartesiano e il suo dualismo ontologico, che però, pur essendo una invenzione concettuale di estrema rilevanza, costituiva una contraddizione di uguale importanza. Tra i suoi seguaci si presenta Leibniz, che si era impegnato a conciliare la filosofia moderna e quella scolastica attraverso l'introduzione dell'ars combinatoria: la conoscenza universale si aveva per mezzo della semplice composizione dei concetti e che il mondo reale era eventuale e probabilistico.

### Gli empiristi
Dall'altra parte, la conoscenza si basava sui dati di senso, quindi i concetti erano una scorciatoia, spesso ingannevole, per codificare la realtà, e la metafisica non era consistente e solamente una schematizzazione concettuale superflua dell'universo: questo tutto non favoriva la credibilità dei loro assiomi, il rapporto sensazioni-idee generali e idee-cose.

### L'opera rivoluzionaria di Kant
In questa visione tragica, la filosofia tradizionale veniva distrutta da fisici, che si erano distaccati dalla figura di filosofo, ma vennero affiancati da Kant in questa opera di rivoluzione, ponendosi a metà tra i due pensieri dell'epoca, ribaltando la metafisica, che oramai un "castello in aria" e, anche se comportava uno ostacolo non trascurabile, ponendo l'ontologia praticamente con significato uguale alla metafisica, per ricostruirla da capo attraverso la fisica, poiché la fisica matematica offriva via d'accesso a nozioni sicure come le operazioni matematiche e dense come quelle sensiste: nessuno prima di lui, pur volendo, era riuscito a fare questo passo avanti. A questo rinnovamento era già stato favorito da Cartesio, che fece l'azzardo di andare contro la filosofia tradizionale della scolastica, basata sull'aristotelismo, inventando il suo metodo introducendo il concetto del "cogito ergo sum" e il famoso dualismo onto-gnoseologico. Ancora più indietro nel tempo, entrambi questi filosofi, Kant e Cartesio, possono essere comparati con Socrate, che per primo si pose contro coloro che lo precedevano, i quali erano i presocratici naturalisti, i sofisti e il senso comune: si può quindi parlare di "risocrastizzazione" in ognuno dei due casi. Dato che sia Socrate che Cartesio hanno avuto un ruolo di spartiacque, se esiste un prima e dopo Socrate, un prima e dopo Cartesio, allora sicuramente ci sarà un prima e dopo Kant. Dal punto di vista storico, può essere paragonata alla Great Revolution inglese scoppiata nel 1688, dato che tutti sapevano che stava accadendo, ma non fu condotta attraverso le armi.
Questo sicuramente non rinnegava e non disprezzava la filosofia che lo aveva preceduto, assimilava tutta la tradizione che si porta alle spalle e che aveva studiato senza l'attaccamento al nome degli autori, quindi un apprendimento disinteressato dal pregiudizio, ma riconosceva comunque i filosofi precedenti e a lui contemporanei. Ad esempio Hume venne identificato da Kant (chiamato anche "Hume Prussiano") come colui che lo aveva "svegliato", quasi come faceva Socrate con l'uso della maieutica. Si faceva quindi padrone delle conoscenze che gli sembravano più vere e non contraddittorie, le metteva insieme come dei mattoncini e la sua combinazione tra empirismo e razionalismo era stabile e indistruttibile, non c'era nessun dubbio che potesse crollare questa nuova visione della metafisica (utilizzando quindi un metodo del tutto conciliabile a quello Cartesiano, o Galileiano dal punto di vista scientifico).
Non può dunque essere definito né empirista né razionalista, ed è questo il motivo per cui viene definita la sua rivoluzione copernicana: come Copernico, svolge un rivolgimento di prospettiva, ma dal punto di vista filosofico, e non astronomico, passando da un lato dalla teoria geocentrica, per la quale la terra era al centro dell'universo, alla teoria eliocentrica, dove il Sole era motore centrale di esso; dall'altro lato "spostando l'attenzione dall'oggetto al soggetto, Kant dà un taglio netto alla tradizione precedente e inaugura una concezione della filosofia".
Questa opera grandiosa fu condotta come una rivolta silenziosa, a cui dedicò quasi totalmente la sua vita per compierla, con la stesura delle sue tre maggiori opere: la Critica della ragion pura, prima opera e la più influente, con cui si spiega al meglio il concetto di rivoluzione copernicana e il metodo conoscitivo; la Critica della ragion pratica, con cui definisce la facoltà di fare o non fare qualcosa, di desiderare; e infine la Critica del giudizio, da dove nasce l'estetica filosofica.

### Le novità introdotte nella Critica della ragion pura
Più in particolare nella prima critica si presentano le vere e proprie invenzioni e novità di Kant quali sono:
- fenomeno e noumeno: "il fenomeno suggerisce di spingersi verso una cosa in sé inaccessibile ai non illuminati né di giudicare il mondo come un'apparenza ingannevole; costituisce invece l'unica conoscenza disponibile, per il senso comune così come per la filosofia, nel quadro di una visione scientifica del mondo";
- deduzione, schematismo, immaginazione: "si impegna nella ricerca di strutture di meditazione che permettano la comunicazione fra lo stato concettuale e quello percettivo. Ed è costretto a fabbricarsi a mani nude – per rispondere alle sue nuove esigenze – una psicologia speculativa, o trascendentale, [...] la cui genesi va cercata in una tensione interna al suo pensiero: da un lato (a differenza di Leibniz e degli empiristi) sensibilità e intelletto vengono nettamente separati; dall'altro non c'è speranza sensibile senza concetti";
- cento talleri: esempio usato per spiegare la sua ontologia e la sua logica "La differenza tra un tallero reale e un tallero ideale non è solo concettuale, ma, precisamente, scava un baratro tra avere e non avere, al punto che per ricavare del tallero ideale un qualcosa di reale ci si poteva accontentare anche di un quarto del valore nominale della cambiale";
- giudizi sintetici a priori: "Essi costituiscono i presupposti in mancanza dei quali non potremo fare esperienza, e che non ne dipendono. [...] Poiché i giudizi matematici appaiono sicuri ma non costituiscono conoscenza, lo sforzo di Kant consiste nel trasformare alcuni giudizi che gli empiristi classificavano come sintetici a posteriori (i cinque principi ontologici: l'Io, lo Spazio, il Tempo, la Sostanza e la causa) in sintetici a priori, fondandoli sulle certezze della fisica".

### Le cinque tesi ontologiche fondamentali
Alla base del suo lavoro si erano poste queste ultime cinque tesi ontologiche fondamentali:
- spazio: "Per mezzo del senso esterno (che è una proprietà del nostro animo), noi ci rappresentiamo gli oggetti come fuori di noi e come tutti assieme nello spazio";
- tempo: "La simultaneità o la successione non potrebbero neppure mai costituirsi come percezioni se non ci fosse apriori [...] la rappresentazione del tempo";
- sostanza: "In ogni cambiamento dei fenomeni, la sostanza permane";
- causa: "Tutti i mutamenti accadono secondo la legge della connessione di causa e effetto";
- io: "L'io penso deve potere accompagnare tutte le mie rappresentazioni".

Le prime due miravano alla convinzione empiristica di Leibniz e George Berkeley, che vedevano nello spazio e nel tempo il risultato del rapporto tra gli oggetti; la sostanza a Locke, poiché la definiva solo un costrutto mentale generato dall'abitudine; e le ultime due a Hume, ma allo stesso tempo erano ereditate direttamente da quella tradizione andata a rotoli, come per esempio l'io penso cartesiano, padre supremo di tutti i principi e dei giudizi sintetici, basamento della rivoluzione copernicana, intessuto dalla stoffa del tempo, che contiene lo spazio: descrivendolo in questo modo, sembra che si sia descrivendo la perfezione, in realtà con esso si può inciampare nel problema di dimenticarsi che il mondo non è una rappresentazione, già iniziato al tempo dall'inventore stesso Cartesio.

### L'influenza sulla filosofia successiva
L'idealismo e l'anti-idealismo non si spiegherebbero senza di lui, poiché dipendono dal peso trasferito ai soggetti dagli oggetti. Costituisce pure una sorta di scuola, il kantismo, che influenzò linguisticamente la progenie per l'importanza trascendentale che aveva attribuito al linguaggio. Tutte le scienze umanistiche, come l'antropologia e la psicologia, e le scienze cognitive furono influenzate, poiché, grazie alla rivoluzione, si inizia a studiare sempre in primo luogo l'uomo e le sue qualità e capacità, poi il funzionamento del mondo. Stigmatizza anche l'idea e il concetto di sublime, tema ripreso dal romanticismo, soprattutto nell'ambito della natura. Con Per la pace perpetua pone le basi del federalismo, della filantropia e alla filosofia del diritto.

## Opere
L'edizione di riferimento degli scritti di Kant comunemente utilizzata nelle citazioni, è quella a cura dell'Accademia di Berlino, conosciuta come "Akademie-Ausgabe" (= AA): Kant's Gesammelte Schriften, von der Königlich-Preußische Akademie der Wissenschaften zu Berlin, Berlino 1902 ss.; i testi dei primi 23 volumi sono consultabili sul sito:  Akademieausgabe von Immanuel Kants Gesammelten Werken.
Il progetto di un'edizione critica degli scritti kantiani era stato avanzato nel 1894-95 da Wilhelm Dilthey, che aveva proposto di suddividere gli scritti in quattro sezioni:
- Prima: Werke [Opere pubblicate durante la vita di Kant] - Volumi I–IX;
- Seconda: Briefwechsel [Corrispondenza] (Volumi. X–XIII, con un Supplemento nel volume XXIII);
- Terza: Handschriftlicher Nachlass [Lascito manoscritto] (Volumi XIV–XXIII);
- Quarta: Vorlesungen [Lezioni 1770-1796] (Volumi XXIV–XXIX), (non ancora completata: manca la seconda parte del volume 26 Physische Geographie).

Per una descrizione del contenuto dei volumi consultare  Kant in the Classroom. Materials to aid the study of Kant’s lectures di Steve Naragon.
L'edizione comprende anche i  manuali usati da Kant (Bezugstexte) (archiviato dall'url originale il 19 giugno 2019)., nelle lezioni di diritto (Gottfried Achenwall), teologia (Johann Augustus Eberhard), logica (Georg Friedrich Meier), metafisica e psicologia (Alexander Gottlieb Baumgarten) che Kant ha ampiamente annotato e a cui è rimasto fedele durante tutta la sua carriera.
Tra i manoscritti pubblicati in questi volumi, il ‘'Duisburger Nachlass'' (Reflexionen 4674–84, vol. 17, pp. 643–673) è di particolare interesse.
Si tratta di un manoscritto databile al 1775, il cui nome non deriva dalla città di Duisburg, ma dall'essere appartenuto alla famiglia della nobildonna Luise von Duisburg (1811-1862); pubblicato per la prima volta nel 1889 è un contributo importante per lo studio della genesi della Critica della ragion pura, durante il ‘decennio silenzioso' (1771-1780).
I volumi XIV-XIX contengono le note manoscritte (Reflexionen) non destinate alla pubblicazione; il curatore dell'edizione, Erich Adickes, le ha suddivise per argomento e ha stabilito l'ordine cronologico.
Alcune note manoscritte di Kant erano già state pubblicate a cura di Benno Erdmann, Reflexionen Kants zur kritischen Philosophie, Leipzig, Fues, 1882-1884:
- Le riflessioni di Kant sulla filosofia critica: dalle note manoscritte di Kant.
  - Vol. 1: Riflessioni sull'antropologia
  - Vol. 2: Riflessioni sulla Critica della ragion pura

Nuova edizione riveduta in un volume a cura di Norbert Hinske, Stuttgart-Bad Cannstatt, Frommann-Holzboog, 1992.
Le lezioni contenute nei volumi XXVI - XXIX non sono basate su manoscritti di Kant, ma sugli appunti dei suoi studenti e sono indicate con il nome dell'estensore (‘'Metaphysik Herder'' indica gli appunti di Johann Gottfried Herder, che seguì le lezioni di Kant dal 1762 al 1764), oppure con il luogo del ritrovamento (‘'Wiener Logik'' è un corso di lezioni ritrovato a Vienna).
Un'edizione più recente delle opere contenute nella prima sezione, con un testo in parte migliorato, è stata curata da Wilhelm Weischedel, Immanuel Kant Werke in sechs Bänden, Darmstadt, Wissenschaftliche Buchgesellschaft, 1983 ss.
Le opere sono ordinate secondo l'edizione dell'Accademia di Berlino (Akademie Ausgabe = AA); nelle note sono indicate le principali traduzioni in italiano.

### Scritti pre-critici (1746-1780)
- AA I: Vorkritische Schriften I (1902, seconda ed. 1910)
  - 1746 - 1749: I, 3-181 – Gedanken von der wahren Schätzung der lebendigen Kräfte und Beurtheilung der Beweise, deren sich Herr von Leibniz und andere Mechaniker in dieser Streitsache bedient haben, nebst einigen vorhergehenden Betrachtungen, welche die Kraft der Körper überhaupt betreffen (Pensieri sulla vera valutazione delle forze vive e critica delle dimostrazioni delle quali il Signor Leibniz e altri studiosi di Meccanica si sono avvalsi in questa controversia, insieme ad alcune considerazioni preliminari riguardanti la forza dei corpi in generale)[57]
  - 1754: I, 185-191 - Untersuchung der Frage, ob die Erde in ihrer Umdrehung um die Achse, wodurch sie die Abwechselung des Tages und der Nacht hervorbringt, einige Veränderung seit den ersten Zeiten ihres Ursprungs erlitten habe und woraus man sich ihrer versichern könne, welche von der Königl. Akademie der Wissenschaften zu Berlin zum Preise für das jetztlaufende Jahr aufgegeben worden (Esame della questione se la Terra ha subito qualche variazione nella sua rivoluzione intorno all'asse)[58]
  - 1754: I, 195-213 - Die Frage, ob die Erde veralte, physikalisch erwogen (Se la terra invecchi da un punto di vista fisico)[58]
  - 1755: I, 217-368 - Allgemeine Naturgeschichte und Theorie des Himmels oder Versuch von der Verfassung und dem mechanischen Ursprunge des ganzen Weltgebäudes, nach Newtonischen Grundsätzen abgehandelt (Storia universale della natura e teoria del cielo, o ricerca intorno alla costituzione e all'origine meccanica dell'intero sistema del mondo condotta secondo i principi newtoniani)[59]
  - 1755: I, 371-384 - Meditationum quarundam de igne succincta delineatio (o De igne; Breve esposizione di alcune meditazioni sul fuoco) dissertazione di dottorato[60][61]
  - 1755: I, 387-416 - Principiorum primorum cognitionis metaphysicae nova dilucidatio (Nuova delucidazione dei primi princìpi della conoscenza metafisica) tesi di libera docenza universitaria[62].[61]
  - 1756: I, 419-427 - Von den Ursachen der Erderschütterungen bei Gelegenheit des Unglücks, welches die westliche Länder von Europa gegen das Ende des vorigen Jahres betroffen hat (Sulle cause dei terremoti in occasione della sciagura che ha colpito le terre occidentali d'Europa verso la fine dell'anno trascorso)[63][64]
  - 1756: I, 431-461 - Geschichte und Naturbeschreibung der merkwürdigsten Vorfälle des Erdbebens, welches an dem Ende des 1755sten Jahres einen großen Theil der Erde erschüttert hat (Storia e descrizione naturale degli straordinari eventi del terremoto che alla fine del 1755 ha scosso gran parte della terra)[64]
  - 1756: I, 465-472 - Fortgesetzte Betrachtung der seit einiger Zeit wahrgenommenen Erderschütterungen (Ulteriori considerazioni sui terremoti avvertiti da qualche tempo)[64]
  - 1756: I, 475-487 - Metaphysicae cum geometria iunctae usus in philosophia naturali, cuius specimen I. continet monadologiam physicam (Monadologia physica)[62][65]
  - 1756: I, 491-503 - Neue Anmerkungen zur Erläuterung der Theorie der Winde (Nuove annotazioni per la spiegazione della teoria dei venti)[58][66]
- AA II: Vorkritische Schriften II (1905, seconda ed. 1912)
  - 1757: II, 3-12 - Entwurf und Ankündigung eines Collegii der physischen Geographie nebst dem Anhange einer kurzen Betrachtung über die Frage: Ob die Westwinde in unsern Gegenden darum feucht seien, weil sie über ein großes Meer streichen (Progetto di un Collegio di geografia fisica)
  - 1758: II, 15-25 - Neuer Lehrbegriff der Bewegung und Ruhe und der damit verknüpften Folgerungen in den ersten Gründen der Naturwissenschaft (Nuova dottrina del moto e della quiete e delle loro conseguenze rispetto ai primi principi della scienza naturale)[62]
  - 1759: II, 29-35 - Versuch einiger Betrachtungen über den Optimismus (Saggio su alcune considerazioni a proposito dell'ottimismo)[64]
  - 1760: II, 39-44 - Gedanken bei dem frühzeitigen Ableben des Herrn Johann Friedrich von Funk (Pensieri sulla morte prematura del signor Johann Friedrich von Funk)
  - 1762: II, 47-61 - Die falsche Spitzfindigkeit der vier syllogistischen Figuren erwiesen (La falsa sottigliezza delle quattro figure sillogistiche)[67]
  - 1763: II, 65-163 - Der einzig mögliche Beweisgrund zu einer Demonstration des Daseins Gottes (L'unico argomento possibile per una dimostrazione dell'esistenza di Dio)[62]
  - 1763: II, 167-204 - Versuch den Begriff der negativen Größen in die Weltweisheit einzuführen (Tentativo per introdurre nella filosofia il concetto delle quantità negative)[62]
  - 1764: II, 207-256 - Beobachtungen über das Gefühl des Schönen und Erhabenen (Considerazioni sul sentimento del bello e del sublime)[62][68]
  - 1764: II, 259-271 - Versuch über die Krankheiten des Kopfes (Saggio sulle malattie della mente)[69]
  - 1764: II, 275-301 - Untersuchung über die Deutlichkeit der Grundsätze der natürlichen Theologie und der Moral (Indagine sulla distinzione dei principi della teologia naturale e della morale) risposta al quesito della Reale Accademia di Scienze di Berlino per l'anno 1763[62]
  - 1765: II, 305-313 - Nachricht von der Einrichtung seiner Vorlesungen in dem Winterhalbenjahre von 1765-1766 (Annuncio di Immanuel Kant sul programma delle sue lezioni del semestre invernale 1765-66)[70]
  - 1766: II, 317-373 - Träume eines Geistersehers, erläutert durch Träume der Metaphysik (I sogni di un visionario spiegati coi sogni della metafisica)[62]
    - trad. Maria Venturini, Introduzione di Guido Morpurgo-Tagliabue, Collana BUR, Milano, Rizzoli, 1982 [col titolo Sogni di un visionario chiariti con sogni della metafisica, ISIS, 1920; Collezione ISIS, Milano, Libreria Editrice Lombarda, 1929].
    - trad. Bruno Salmona, Padova, Radar, 1970.
    - I sogni di un visionario spiegati attraverso i sogni della metafisica, a cura di Stefania Trivelloni, Liberamente, 2019.

  - 1768: II, 377-383 - Von dem ersten Grunde des Unterschiedes der Gegenden im Raume (Del primo fondamento della distinzione delle regioni dello spazio)[62]
  - 1770: II, 387-419 - De mundi sensibilis atque intelligibilis forma et principiis (Dissertazione sulla forma e i princìpi del mondo sensibile e intelligibile)[65][71]
  - 1771: II, 423-425 - Recension von Moscatis Schrift: Von dem körperlichen wesentlichen Unterschiede zwischen der Structur der Thiere und Menschen (Recensione della traduzione tedesca dello scritto di Pietro Moscati "Della essenziale differenza corporea fra la struttura di animali e uomini")[72]
  - 1775: II, 429-443 - Von den verschiedenen Racen der Menschen (Delle diverse razze di uomini)[73]
  - 1776: II, 447-448 - Aufsätze, das Philanthropin betreffend. Erster Aufsatz (Primo saggio sul 'Philantropinum', una scuola riformista fondata da Johann Bernhard Basedow nel 1774)
  - 1777: II, 449-452 - Aufsätze, das Philanthropin betreffend. Zweiter Aufsatz. An das gemeine Wesen (Secondo saggio sul 'Philantropinum')

### Scritti critici (1781-1804)
- 1787: AA III: Kritik der reinen Vernunft (Zweite Auflage) (1904, seconda ed. 1911) - (Critica della ragion pura, seconda edizione)
- 1781: AA IV: Kritik der reinen Vernunft (Erste Auflage). Prolegomena, Grundlegung zur Metaphysik der Sitten, Metaphysische Anfangsgründe der Naturwissenschaft (1903, seconda ed. 1911)
  - 1781: IV: 5-252 - Kritik der reinen Vernunft (Erste Auflage) (Critica della ragion pura, prima edizione)[74]
  - 1783: IV, 255-383 - Prolegomena zu einer jeden künftigen Metaphysik, die als Wissenschaft wird auftreten können. (Prolegomeni a ogni futura metafisica che vorrà presentarsi come scienza)[75]
  - 1785: IV, 387-463 - Grundlegung zur Metaphysik der Sitten. (Fondazione della metafisica dei costumi)[76]
  - 1786: IV, 467-565 - Metaphysische Anfangsgründe der Naturwissenschaft. (Principi metafisici della scienza della natura)[77]
- AA V: Kritik der praktischen Vernunft. Kritik der Urtheilskraft (1908, seconda ed. 1913)
  - 1788: V, 3-163 - Kritik der praktischen Vernunft (Critica della ragion pratica)[78]
  - 1790: V, 167-485 - Kritik der Urteilskraft (Critica del giudizio)[79]
- AA VI: Die Religion innerhalb der Grenzen der bloßen Vernunft. Die Metaphysik der Sitten (1907, seconda ed. 1914)
  - 1793: VI, 3-202 - Die Religion innerhalb der Grenzen der bloßen Vernunft (La religione entro i limiti della semplice ragione)[80]
  - 1797: VI, 205-493 - Die Metaphysik der Sitten (La metafisica dei costumi)[81][82][83]
- AA VII: Der Streit der Fakultäten. Anthropologie in pragmatischer Hinsicht (1907, seconda ed. 1917)
  - 1798: VII, 5-116 - Der Streit der Fakultäten (Il conflitto delle facoltà)[84]
  - 1798: VII, 119-333 - Anthropologie in pragmatischer Hinsicht (Antropologia dal punto di vista pragmatico)[85][86]
- AA VIII: Abhandlungen nach 1781 (Saggi scritti dopo il 1781, 1912, seconda ed. 1923)
  - 1782: VIII, 3-4 - Anzeige des Lambert'schen Briefwechsels (Recensione dell'edizione della corrispondenza di Johann Heinrich Lambert)
  - 1782: VIII, 6-8 - Nachricht an Ärzte (Messaggio ai medici sull'epidemia di primavera del 1782)
  - 1783: VIII, 10-14 - Recension von Schulz's Versuch einer Anleitung zur Sittenlehre für alle Menschen, ohne Unterschied der Religion, nebst einem Anhange von den Todesstrafen (Recensione del "Saggio di una guida etica per tutti gli uomini, senza distinzione di religione" di Johann Heinrich Schulz, con un'appendice sulla pena di morte)[73]
  - 1784: VIII, 17-31 - Idee zu einer allgemeinen Geschichte in weltbürgerlicher Absicht (Idea per una storia universale dal punto di vista cosmopolitico)[73][87]
  - 1784: VIII, 35-42 - Beantwortung der Frage: Was ist Aufklärung? (Risposta alla domanda: che cos'è l'Illuminismo?)[88]
  - 1785: VIII, 45-66 - Recensionen von J.G.Herders Ideen zur Philosophie der Geschichte der Menschheit.Theil 1. 2 (Recensione delle "Idee per la filosofia della storia dell'umanità" di Johann Gottfried Herder)[73]
  - 1785: VIII, 69-76 - Über die Vulkane im Monde (Sui vulcani della luna)[58]
  - 1785: VIII, 79-87 - Von der Unrechtmäßigkeit des Büchernachdrucks (L'illegittimità della ristampa dei libri)[89]
  - 1785: VIII, 91-106 - Bestimmung des Begriffs einer Menschenrace (Determinazione del concetto di razza umana)[73]
  - 1786: VIII, 127-130 - Recension von Gottlieb Huseland's Versuch über den Grundsatz des Naturrechts (Recensione del "Saggio sul fondamento del diritto naturale" di Gottlieb Huseland)[73]
  - 1786: VIII, 133-147 - Was heißt: Sich im Denken orientiren? (Che cosa significa orientarsi nel pensiero?)[88]
  - 1786: VIII, 151-155 - Einige Bemerkungen zu L. H. Jakob's Prüfung der Mendelssohn'schen Morgenstunden (Alcune osservazioni sulla recensione di L. H. Jakob all'opera di Moses Mendelssohn "Le ore del mattino. Lezioni sull'esistenza di Dio")
  - 1788: VIII, 159-184 - Über den Gebrauch teleologischer Principien in der Philosophie (Sull'impiego dei principi teleologici in filosofia)[88]
  - 1790: VIII, 187-251 - Über eine Entdeckung, nach der alle neue Kritik der reinen Vernunft durch eine ältere entbehrlich gemacht werden soll (Su una scoperta secondo la quale ogni nuova critica della ragion pura sarebbe resa superflua da una più antica) contro Johann Augustus Eberhard[88]
  - 1791: VIII, 255-271 - Über das Mißlingen aller philosophischen Versuche in der Theodicee (Sul fallimento di tutti i tentativi filosofici in teodicea)[88]
  - 1793: VIII, 275-313 - Über den Gemeinspruch: Das mag in der Theorie richtig sein, taugt aber nicht für die Praxis (Sul detto comune: "Questo può essere giusto in teoria, ma non vale per la pratica")[73][90]
  - 1794: VIII, 317-324 - Etwas über den Einfluß des Mondes auf die Witterung (A proposito dell'influenza della luna sul clima)[58]
  - 1794: VIII, 327-329 - Das Ende aller Dinge (La fine di tutte le cose)[88][91]
  - 1795: VIII, 343-386 - Zum ewigen Frieden. Ein philosophischer Entwurf (Per la pace perpetua)[92]
  - 1796: VIII, 389-406 - Von einem neuerdings erhobenen vornehmen Ton in der Philosophie (D'un tono da signori assunto di recente in filosofia)[88]
  - 1796: VIII, 407-410 - Ausgleichung eines auf Mißverstand beruhenden mathematischen Streits (Esame di una controversia matematica basata su un malinteso)
  - 1796: VIII, 413-422 - Verkündigung des nahen Abschlusses eines Tractats zum ewigen Frieden in der Philosophie (Annuncio del prossimo completamento d'un trattato per la pace perpetua in filosofia)[88]
  - 1797: VIII, 425-430 - Über ein vermeintes Recht aus Menschenliebe zu lügen (Sul presunto diritto di mentire per amore dell'umanità)[73][93]
  - 1798: VIII, 430-438 - Über die Buchmacherei (Sulla realizzazione di libri)[73]
  - 1800: VIII, 441 - Vorrede zu Reinhold Bernhard Jachmanns Prüfung der Kantischen Religionsphilosophie (Prefazione all'"Esame della filosofia kantiana della religione" di Reinhold Bernhard Jachmann)
  - 1800: VIII, 445 - Nachschrift zu Christian Gottlieb Mielckes Littauisch-deutschem und deutsch-littauischem Wörterbuch (Poscritto al Dizionario lituano-tedesco di Christian Gottlieb Mielcke)
  - 1764: VIII, 449-450 - Recension von Silberschlags Schrift: Theorie der am 23. Juli 1762 erschienenen Feuerkugel (Recensione dello scritto di Johann Silberschlag "Teoria della cometa apparsa il 23 luglio 1762")
  - 1788: VIII, 453-460 - Kraus' Recension von Ulrich's Eleutheriologie (Sulla recensione di Christian Jacob Kraus all'"Eleutheriologie, oder über Freyheit und Nothwendigkeit"[94] di Johann August Heinrich Ulrich)
- AA IX: Logik - Physische Geographie - Pädagogik (1923)
  - 1800: IX, 1-150 - Logik (Logica, a cura di Gottlob Benjamin Jäsche, allievo di Kant)[95]
  - 1802: IX, 151-436 - Physische Geographie (Geografia fisica, a cura di Friedrich Theodor Rink)[96]
  - 1803: IX, 437-499 - Pädagogik (Pedagogia, a cura di Friedrich Theodor Rink)[97]

### Corrispondenza
- AA X: Briefwechsel Band I. 1747-1788 (1900, seconda ed. 1922)
- AA XI: Briefwechsel Band II. 1789-1894 (1900, seconda ed. 1922)
- AA XII: Briefwechsel Band III. 1795-1803 (1902, seconda ed. 1922)
  - 1793: XII, 31-35: Zu Sommering, uber das Organ der Seele (A proposito dell'opera di Sommering sull'organo dell'anima)[98]
  - 1799: XII, 370-371: Erklärung in Beziehung auf Fichtes Wissenschaftslehre (Dichiarazione riguardo alla 'Dottrina della scienza' di Fichte)[99]
- AA XIII: Briefwechsel Band IV. Anmerkungen und Register (1922)

### Manoscritti postumi
- AA XIV: Handschriftlicher Nachlaß: Mathematik - Physik und Chemie - Physische Geographie (1911, seconda ed. 1925)
- XIV, 3-61: Reflexionen zur Mathematik (Riflessioni sulla matematica)
- XIV, 65-537: Reflexionen zur Physik und Chemie (Riflessioni sulla fisica e la chimica)
- XIV, 541-635: Reflexionen zur physischen Geographie (Riflessioni sulla geografia fisica)
- AA XV: Handschriftlicher Nachlaß: Anthropologie (1913, seconda ed. 1923)
- Erste Hälfte (Prima parte)
- XV, 5-54: Erläuterungen zur Psychologia empirica in A. G. Baumgartens Metaphysica Alexander Georg Baumgarten, Metaphysica, (§§ 504-699: Psychologia empirica) (Annotazioni sulla psicologia empirica nella Metaphysica di Alexander Gottlieb Baumgarten; ristampa dei §§ 504-699 della Psychologia empirica)
- XV, 57-654: Reflexionen zur Anthropologie
- Zweite Hälfte (Seconda parte)
- XV, 657-798: Entwürfe zu dem Colleg über Anthropologie aus den 70er und 80er Jahren (Progetto di un Collegio sull'antropologia degli anni '70 e '80)
- 1777: XV, 799-899 - Erster Anhang. Entwurf zu einer Opponenten-Rede (prima appendice: Progetto per un discorso come Opponente: sulla tesi di laurea di J. G. Kreutzfeld, Dissertatio Philologico-Poetica de Principiis Fictionum Generalioribus)[100]
- 1788: XV, 939-953 - Zweiter Anhang. De medicina corporis, quae philosophorum est (seconda appendice: Sulla guarigione del corpo, per quanto è affare dei filosofi,[101]
- AA XVI: Handschriftlicher Nachlaß: Logik (1914, seconda ed. 1924)
  - Georg Friedrich Meier, Auszug aus der Vernunftlehre (1752) (ristampa dell'Estratto della dottrina della ragione di F. F. Meier)
- AA XVII: Handschriftlicher Nachlaß: Metaphysik. Erster Teil (1926)
  - XVII, 3-226: Erläuterungen zu A. G. Baumgartens "Metaphysica" , (Annotazioni sulla Metaphysica di A. G. Baumgarten); ristampa di Alexander Gottlieb Baumgarten, Metaphysica (IV ed., 1757, tranne i §§ 504-699, ristampati nel vol. 15)
  - XVII, 227-745: Reflexionen zur Metaphysik. (Riflessioni sulla metafisica. Le Reflexionen 4674–4684, (pp. 643–673) contengono il testo noto come Duisburger Nachlass del 1775)
- AA XVIII: Handschriftlicher Nachlaß: Metaphysik. Zweiter Teil (1928)
  - XVIII, 5-488: Reflexionen zur Metaphysik
  - XVIII, 489-606: Bemerkungen Kants in seinem Handexemplar von Eberhards Vorbereitung zur natürlichen Theologie
  - XVIII, 607-725: Reflexionen zur Metaphysik (1790-1804)
- AA XIX: Handschriftlicher Nachlaß: Moralphilosophie, Rechtsphilosophie und Religionsphilosophie (1934)
  - XIX, 7-91: Erläuterungen Kants zu A. G. Baumgartens Initia philosophiae practicae primae
  - XIX, 92-317: Reflexionen zur Moralphilosophie
  - XIX, 325-442: Erläuterungen Kants zu G. Achenwalls, Iuris naturalis Pars posterior
  - XIX, 445-613: Reflexionen zur Rechtphilosophie
  - XIX, 617-654: Reflexionen zur Religionsphilosophie
- AA XX: Handschriftlicher Nachlaß: Bemerkungen zu den Beobachtungen über das Gefühl des Schönen und Erhabenen, Rostocker Kantnachlass, Preisschrift über die Fortschritte der Metaphysik (1942)
  - XX, 3-182: Bemerkungen zu den Beobachtungen über das Gefühl des Schönen und Erhabenen
  - XX, 183-192: Lose Blätter zu den Beobachtungen über das Gefühl des Schönen und Erhabenen
  - 1790: XX, 195-251: Erste Einleitung in die Kritik der Urteilskraft (Prima introduzione alla critica della facoltà di giudizio)[102] (il testo, lasciato inedito da Kant, fu ritrovato da Wilhelm Dilthey nel 1889 nella Biblioteca dell'università di Rostock e pubblicato solo nel 1914.)
  - XX, 257-332: Preisschrift über die Fortschritte der Metaphysik (Welches sind die wirklichen Fortschritte, die Metaphysik seit Leibnizens und Wolfs Zeiten in Deutschland gemacht hat?) Sulla questione messa a concorso dall'Accademia reale delle scienze per l'anno 1791: quali sono i reali progressi compiuti dalla metafisica in Germania dai tempi di Leibniz e di Wolff?[88]
  - XX, 335-351: Lose Blätter zu den Fortschritten der Metaphysik
  - XX, 355-378: Vorarbeiten zur Schrift gegen Eberhard
  - XX, 381-423 Zur Rezension von Eberhards Magazin (II. Band)
  - XX, 427-440: Vorredeentwürfe zur Religionsphilosophie
  - XX, 445-467: Bemerkungen zur Rechtslehre
- AA XXI: Handschriftlicher Nachlaß: Opus postumum (1936). Erste Hälfte
- AA XXII: Handschriftlicher Nachlaß: Opus postumum (1938). Zweite Hälfte
- AA XXIII: Handschriftlicher Nachlaß: Vorarbeiten und Nachträge (1955)
  - XXIII, 3-7: Fragment zur Preisfrage von 1754
  - XXIII, 11-13: Vorredeentwurf zur Allgemeinen Naturgeschichte und Theorie des Himmels
  - XXIII, 17-20: Nachträge zur Kritik der reinen Vernunft (1. Auflage)
  - XXIII, 53-65: Vorarbeit zu den Prolegomena zu einer jeden künftigen Metaphysik
  - XXIII, 69-71: Vorarbeit zur Kritik der praktischen Vernunft
  - XXIII, 75-76: Vorarbeit zu Über den Gebrauch teteologischer Principien in der Philosophie
  - XXIII, 79-81: Vorarbeit zur Ulrich-Rezension
  - XXIII, 85: Vorarbeit zu Über das Mißlingen aller philosophischen Versuche in der Theodicee
  - XXIII, 89-124: Vorarbeiten zur Religion innerhalb der Grenzen der bloßen Vernunft
  - XXIII, 127-143: Vorarbeiten zu Über den Gemeinspruch: Das mag in der Theorie richtig sein, taugt aber nicht für die Praxis
  - XXIII, 147-148: Vorarbeiten zu Etwas über den Einfluß des Mondes auf die Witterung
  - XXIII, 151-152: Vorarbeit zu Das Ende aller Dinge
  - XXIII, 155-192: Vorarbeiten zu Zum Ewigen Frieden
  - XXIII, 195: Vorarbeit zu Von einem neuerdings erhobenen vornehmen Ton in der Philosophie
  - XXIII, 199-205: Vorarbeiten zu Ausgleichung eines auf Mißverstand beruhenden mathematischen Streits
  - XXIII, 211-419: Vorarbeiten zu Die Metaphysik der Sitten
  - XXIII, 423-464: Vorarbeiten zum Streit der Fakultäten
  - XXIII, 467-468: Vorarbeit zu Jachmanns Prüfung der Kantischen Religionsphilosophie (Prospectus)
  - XXIII, 471-475: Ergänzungen zu den Fortschritten der Metaphysik
  - XXIII, 479-488: Ergänzungen zum Opus Postumum
  - XXIII, 491-500: Ergänzungen zum Briefwechsel
  - XXIII, 501: Ergänzungen zu den Stammbuchblättern

### Vorlesungen(Lezioni universitarie)
- AA XXIV: Logik, a cura di Gerhard Lehmann (1966). Erste Hälfte
  - XXIV, 3-6: I. Logik Herder
  - XXIV, 16-301: II. Logik Blomberg
  - XXIV, 311-496: III. Logik Philippi
- AA XXIV: Logik, a cura di Gerhard Lehmann (1966). Zweite Hälfte
  - XXIV, 502-602: IV. Logik Pölitz
  - XXIV, 608-686: V. Logik Busolt
  - XXIV, 693-784: VI. Logik Dohna–Wundlacken nach der Ausgabe von Kowalewski
  - XXIV, 790-940: VII. Wiener Logik
  - XXIV, 941-942: VIII. Logik Auszüge Schlapp
  - XXIV, 943-944: Aus der Logik Hintz
  - XXIV, 944-952: Aus der Logik Hoffmann
  - XXIV, 953-1084: Anhang. Einleitung. Erläuterungen. Textänderungen und Lesarten
  - XXIV, 1025-1089: Verzeichnis der Paragraphen von Meiers Auszug aus der Vernunftlehre und Angabe ihrer Stellen in den Logikvorlesungen dieses Bandes
  - XXIV, 1099-1102: Nachträge und Berichtigungen
- AA XXV: Vorlesungen über Anthropologie, a cura di Reinhard Brandt e Werner Stark (1997). Erste Hälfte
  - XXV, 7-238: I. 1772/73: Collins
  - XXV, 243-463: II. 1772/73: Parow
  - XXV, 469-728: III. 1775/76: Friedländer (Ms 399/400)
- AA XXV: Vorlesungen über Anthropologie, a cura di Reinhard Brandt e Werner Stark (1997). Zweite Hälfte
  - XXV, 733-847: IV. 1777/78: Pillau
  - XXV, 853-1203: V. 1781/82 (?): Menschenkunde
  - XXV, 1209-1429: VI. 1784/58: Mrongovius
  - XXV, 1435-1631: VII. 1788/89 (?): Busolt
  - XXV, 1535-1564: VIII. 1772 ff. Zusatzkommentare
  - XXV, 1565-1658: Verzeichnis
  - XXV, 1659-1691: Register
- AA XXVI: Physische Geographie, a cura di Werner Stark (2009). Band 1
- AA XXVI: Physische Geographie Band 2 - noch nicht erschienen (non ancora pubblicato)
- AA XXVII: Vorlesungen über Moralphilosophie, a cura di Gerhard Lehmann (1974). Erste Hälfte
  - XXVII, 3-89: I. Praktische Philosophie Herder
  - XXVII, 96-235: II. Praktische Philosophie Powalski
  - XXVII, 243-471: III. Moralphilosophie Collins
- AA XXVII: Vorlesungen über Moralphilosophie, a cura di Gerhard Lehmann (1975) Zweite Hälfte, Erster Teil
  - XXVII, 479-732: IV. Metaphysik der Sitten Vigilantius
  - XXVII, 737-869: Alexander Georg Baumgarten, Ethica Philosophica (1751).
  - XXVII, 873-1028: Alexander Georg Baumgarten, Ethica Philosophica (1763).
- AA XXVII: Vorlesungen über Moralphilosophie, a cura di Gerhard Lehmann (1979) Zweite Hälfte, Zweiter Teil
  - XXVII, 1029-1204: Anhang. Einleitung. Erläuterungen.Textänderungen und Lesarten
  - XXVII, 1205-1316: Varianten
  - XXVII, 1205: Moralphilosophie Kaehler
  - XXVII, 1206-1219: Philosophische Moral v. Brandt / Aron
  - XXVII, 1220-1247: Philosophica practica Marburg
  - XXVII, 1248-1266: Mo: ralische Vorlesung 1791
  - XXVII, 1267-1316: Philosophische Moral Dilthey
  - XXVII, 1319-1394: Naturrecht Feyerabend
  - XXVII, 1397-1581: Moral Mrongovius
  - XXVII, 1582-1583: Berichtigungen
- XXVIII: Vorlesungen über Metaphysik und Rationaltheologie, a cura di Gerhard Lehmann (1968). Erste Hälfte. Vorlesungen über Metaphysik
  - XXVIII, 5-166: I. Metaphysik Herder
  - XXVIII, 167-350: II. Metaphysik L1 (Heinze, Pölitz)
  - XXVIII, 355-459: III. Metaphysik Volckmann
  - XXVIII, 461-524: IV. Metaphysik v. Schön Ontologie
- XXVIII: Vorlesungen über Metaphysik und Rationaltheologie, a cura di Gerhard Lehmann (1970). Zweite Hälfte, Erster Teil. Vorlesungen über Metaphysik
  - XXVIII, 525-610: V. Metaphysik L2 (Pölitz)
  - XXVIII, 615-702: VI. Metaphysik Dohna nach dem Original
  - XXVIII, 705-816: VII. Metaphysik K2 (Heinze, Schlapp)
  - XXVIII, 817-838: VIII. Metaphysik K3 (Arnoldt, Schlapp)
  - XXVIII, 839-962:  IX. Nachträge Herder
- XXVIII: Vorlesungen über Metaphysik und Rationaltheologie, a cura di Gerhard Lehmann (1972). Zweite Hälfte, Zweiter Teil. Vorlesungen über Rationaltheologie
  - XXVIII, 993-1126: I. Philosophische Religionslehre nach Pölitz
  - XXVIII, 1131-1225: II. Natürliche Theologie Volckmann nach Baumbach
  - XXVIII, 1231-1319: III. Danziger Rationaltheologie
  - XXVIII, 1323-1331: IV. Fragment einer späteren Rationaltheologie
  - XXVIII, 1333-1529: Anhang. Einleitung. Erläuterungen. Textänderungen und Lesarten. Ergänzungen
- AA XXIX: Kleinere Vorlesungen (Enzyklopädie, Mathematik, Physik) und Ergänzungen, a cura di Gerhard Lehmann (1980). Erste Hälfte. Kleinere Vorlesungen
  - XXIX, 5-45: I. Philosophische Enzyklopädie
  - XXIX, 49-66: II. Mathematik Herder
  - XXIX, 69-71: III. Physik Herder
  - XXIX, 75-91: IV. Berliner Physik
  - XXIX, 97-169: V. Danziger Physik
  - XXIX, 173-590: W. J. G. Karsten, Anleitung zur gemeinnützlichen Kenntniß der Natur, besonders für angehende Aerzte, Cameralisten und Oeconomen (1783). Ergänzungen I
  - XXIX, 597-642: Moral Mrongovius II
  - XXIX, 643-742: Anhang. Einleitung. Erläuterungen. Textveränderungen und Lesarten
- AA XXIX: Kleinere Vorlesungen (Enzyklopädie, Mathematik, Physik) und Ergänzungen, a cura di Gerhard Lehmann (1983). Zweite Hälfte. Ergänzungen II
  - XXIX, 747-940: Metaphysik Mrongovius
  - XXIX, 945-1040: Metaphysik Arnoldt (K3)
  - XXIX, 1045-1047: Logik Mrongovius
  - XXIX, 1053-1077: Vernunft-Theologie Magath Varianten
  - XXIX,1079-1184: Anhang. Einleitung. Erläuterungen. Textänderungen und Lesarten

Alcune lezioni sono state pubblicate in edizioni separate:
- Eine Vorlesung Kants über Ethik (1775-1781), im Auftrage der Kantgesellschaft, a cura di Paul Menzer, Berlino, Pan Verlag Rolf Heise, 1924.
- Logik-Vorlesung. Unveröffentlichte Nachschriften. I. Logik Bauch; II. Logik Hechsel; Warschauer Logik, a cura di Tillmann Pinder, Hamburg, Felix Meiner, 1998.
- Vorlesung zur Moralphilosophie, a cura di Werner Stark, con un'introduzione di Manfred Kühn, Berlino, Walter de Gruyter, 2004.
- Le lezioni sul diritto naturale, note come Naturrecht Feyerabend, risalenti al 1784, sono state pubblicate in edizione critica in tre volumi: cfr. H. P. Delfosse, N. Hinske, G. Sadun Bordoni, Kant-Index, Band 30: Stellenindex und Konkordanz zum "Naturrecht Feyerabend", Teilband I: Einleitung des"Naturrechts Feyerabend", Stuttgart 2010; Stellenindex und Konkordanz zum "Naturrecht Feyerabend", Teilband II und Teilband III, Abhandlung des "Naturrechts Feyerabend", Stuttgart 2014.

### Scritti postumi e lezioni
- Opus postumum [Passaggio dai principi metafisici della scienza della natura alla fisica], trad. Vittorio Mathieu, Bologna, Zanchelli, 1963 (ristampa, Roma-Bari, Laterza, 1984).
- Lezioni di etica, trad. Augusto Guerra, Roma-Bari. Laterza, 1971.
- Lezioni di psicologia, trad. Gian Antonio De Toni, introduzione di Luciano Mecacci, Roma-Bari, Laterza, 1986.
- Contro Eberhard. La polemica sulla Critica della ragion pura, a cura di Claudio La Rocca, Pisa, Giardini 1994.
- Lezioni sulla conoscenza naturale dell'uomo, a cura di Hansmichael Hohenegger, "MicroMega", 4, 1997, 237-270.
- Versi sulla virtù benevola, testo inedito a cura di Werner Stark, trad. di Antonella Anedda, "MicroMega", 5, 1997, 227-234.
- Sul piacere e sul dolore. Immanuel Kant discute Pietro Verri, a cura di Piero Giordanetti, Milano, Unicopli, 1998 (contiene la traduzione italiana con testo a fronte di tutti i passi inediti ed editi in cui Kant discute il pensiero di Verri; la discussione si svolge soprattutto nelle Lezioni di antropologia, pubblicate nel 1997 in edizione critica nel volume XXV della Akademie-Ausgabe).
- Realtà ed esistenza. Lezioni di metafisica: introduzione e ontologia, trad. di Armando Rigobello, Cinisello Balsamo, Edizioni San Paolo, 1998.
- Inganno e illusione, in Immanuel Kant-Johann Gottlieb Kreutzfeld, Inganno e illusione. Un confronto accademico, a cura di Maria Teresa Catena, Napoli, Guida, 1998, pp. 41–62.
- Logica di Vienna, trad. Bruno Bianco, Milano, Franco Angeli, 2000.
- Annotazioni alle Osservazioni sul sentimento del bello e del sublime, a cura di Maria Teresa Catena, Napoli, Guida, 2002.
- Lezioni sul diritto naturale (Naturrecht Feyerabend), testo tedesco a fronte, a cura di Norbert Hinske e Gianluca Sadun Bordoni, Milano, Bompiani, 2016.
- Riflessioni sulla Critica della ragion pura da annotazioni manoscritte, a cura di Benno Erdmann, trad. Raffaele Ciafardone, Nocera Inferiore, Orthotes, 2017.

### Corrispondenza
- Immanuel Kant, Epistolario filosofico 1761-1800, a cura di Oscar Meo, Genova, Il Nuovo Melangolo, 1990. (antologia)

Kant fu in corrispondenza con filosofi e scienziati famosi (gli anni si riferiscono alle lettere pubblicate):
- Johann Georg Hamann (1759-1783)
- Johann Heinrich Lambert (1765-1770)
- Moses Mendelssohn (1766-1785)
- Johann Gottfried Herder (1768)
- Johann Bernoulli (1781-1782)
- Karl Leonhard Reinhold (1787-1800)
- Johann Gottlieb Fichte (1791-1798)

Tra le lettere sono da citare almeno:
- A Marcus Herz (7 giugno 1771)
- A Marcus Herz (21 febbraio 1772 - la lettera più famosa)
- A Christian Garve (7 agosto 1783)
- A Marcus Herz (26 maggio 1789)